# Marco Bolis
Marco Bolis (Mozzo, 8 ottobre 1962) è un allenatore di calcio ed ex calciatore italiano, di ruolo centrocampista.

## Carriera

### Giocatore
Cresciuto calcisticamente nelle giovanili del Milan, ha totalizzato complessivamente 191 partite del campionato di Serie B, segnando 11 reti, con le maglie di Milan (2 presenze nella stagione Serie B 1980-1981, chiusa dai rossoneri con la vittoria del campionato cadetto) e Monza (con cui trascorrerà gran parte della carriera, disputando con i brianzoli 10 campionati, 6 di B e 4 di Serie C1). È tuttora terzo nella classifica di presenze in campionato con il Monza, alle spalle di Fulvio Saini e Sergio Magni.

### Allenatore
Dopo aver allenato la Voluntas Osio Sotto, formazione di Eccellenza Lombarda, ha guidato il Mapellobonate, in Serie D. Ha ricoperto anche il ruolo di consigliere tecnico nella società calcistica dilettante di Mozzo.
Nel marzo 2016 si è seduto sulla panchina della Trevigliese, vincendo a fine stagione il campionato di Promozione. La stagione seguente è passato al Caravaggio, in Serie D, restando alla guida della squadra per quattro stagioni. Per la stagione 2020-21 viene ingaggiato dal Villa Valle, club di serie D, venendo però esonerato il 4 febbraio 2021.
Il 18 novembre 2022 subentra ad Andrea Maffeis sulla panchina della Rovato Vertovese, squadra invischiata in zona playout nel girone B dell'Eccellenza lombarda. Nella stagione 2024-2025 porta la squadra ad uno storico triplete, vittoria del campionato di Eccellenza, Coppa Italia regionale e Coppa Italia nazionale, ma nonostante ciò il 24 maggio 2025 la società comunica che il rapporto di collaborazione con il tecnico terminerà il 30 giugno seguente, alla naturale scadenza del contratto.

## Palmarès

### Giocatore
- Campionato italiano di Serie B: 1

Milan: 1980-1981
- Campionato italiano Serie C1: 1

Monza: 1987-1988 (girone A)
- Coppa Italia Serie C: 2

Monza: 1987-1988
Varese: 1994-1995
- Campionato Nazionale Dilettanti: 1

Varese: 1993-1994 (girone B)
- Coppa Italia Dilettanti: 1

Varese: 1993-1994

### Allenatore
- Eccellenza: 2

Merate: 2005-2006 (girone B lombardo)
Pontisola: 2008-2009 (girone B lombardo)
- Promozione: 1

Trevigliese: 2015-2016 (girone E lombardo)